# アルコール発酵
アルコール発酵 (アルコールはっこう、英: alcohol fermentation, ethanol fermentation) は、グルコース、フルクトース、ショ糖などの糖を分解して、エタノールと二酸化炭素を生成し、エネルギーを得る代謝プロセスであり、酸素を必要としない嫌気的反応である。酵母は酸素がないところで、糖を用いてアルコール発酵する代表的な生物である。その応用範囲は、燃料としてのエタノール（バイオエタノール）の大量生産やアルコール飲料、パンなど食品の生産など多岐に渡る。
酵母によらない発酵は、「カーボニック・マセレーション」と呼ばれる反応であり、高濃度の二酸化炭素または窒素ガス中（低酸素雰囲気）に置かれたブドウの果実中で起こる嫌気的反応で、酵素の作用により糖がアルコールに変化する。この手法はボジョレー・ヌーヴォーの醸造の際に用いられている。

## 化学的変化
アルコール発酵全体を通してみると、反応は以下の化学式で示すように、1分子のグルコースからエタノールと二酸化炭素が2分子ずつできる。この反応は大きく三つの段階に分けることが出来る。
{\displaystyle {\ce {C6H12O6 -> 2C2H5OH\ + 2CO2}}}
第一段階で、1分子のグルコースが解糖系の複数の酵素によって2分子のピルビン酸に分解される。この反応は、同時に、正味2分子のADPをATPに、2分子のNAD+をNADHに変換する。この段階は、動物や植物の解糖経路と同じで、酸素呼吸の経路とも共通している。
{\displaystyle {\ce {C6H12O6\ + 2ADP\ + 2H3PO4\ + 2NAD^+ -> 2CH3COCOOH\ + 2ATP\ + 2NADH\ + 2H2O\ + 2H^+}}}
第二段階からがアルコール発酵特有の反応になる。1分子のピルビン酸から1分子の二酸化炭素が取り除かれ、アセトアルデヒドがつくられる。この反応は、ピルビン酸デカルボキシラーゼ（EC 4.1.1.1）が触媒する。
{\displaystyle {\ce {CH3COCOOH -> CH3CHO\ + CO2}}}
その後、アセトアルデヒドは還元型NADHの電子によって速やかに還元されエタノールとなる。この反応は、アルコール脱水素酵素（EC 1.1.1.1）が触媒する。
{\displaystyle {\ce {CH3CHO\ + NADH\ + H^+ -> C2H5OH\ + NAD^+}}}
多くの酵母では、アルコール発酵は嫌気条件でのみ進行し、酸素があるとピルビン酸を完全に分解して水と二酸化炭素に変える（酸素呼吸）。しかし、よく使われる出芽酵母(Saccharomyces cerevisiae)や分裂酵母(S. pombe)は酸素があっても発酵を好むため、適当な培養条件を選ぶと好気条件でもエタノールを生産する。
出芽酵母による発酵の結果、糖度計による計測糖度の値の約半分の値のアルコールが生成される。つまり、糖度20度ならば、アルコール度数は約10度になると言うことである。

## 利用方法
アルコール飲料
ほとんど全てのアルコール飲料の生産には、酵母によるアルコール発酵を用いるが、この酵母はデンプンを糖に分解できない。ワインとブランデーは、ブドウに含まれる糖の発酵によって作られる。一方、ビール、ウィスキー、日本酒などは穀物からつくられるが、そのためにはまずデンプンの糖化が必要である。ビールでは、麦芽に含まれる酵素（アミラーゼ）によって糖化する。日本酒では、米を精米するためアミラーゼを含む胚芽は除去されるので、コウジカビの作用で糖化する。この後、酵母によってアルコール発酵を行う。
パン
パンはパン酵母（イースト菌）のアルコール発酵によって、パン生地を膨らませる。イースト菌は、パン生地に含まれる砂糖を分解し、エタノールと二酸化炭素を作る。分解時に発生する二酸化炭素によってパン生地を膨らませる。また、ほとんどのエタノールは加熱などによって生地から蒸発する。
バイオエタノール
バイオエタノールは、トウモロコシやサトウキビをアルコール発酵させエタノールを作る。バイオマスエタノールは、再生可能な自然エネルギーであること、および、その燃焼によって大気中の二酸化炭素量を増やさない点から、エネルギー源としての将来性が期待されている。他方、生産過程全体を通してみた場合の二酸化炭素削減効果、エネルギー生産手段としての効率性、食料との競合、といった問題点も指摘されている。
バイオマスエタノールの項目が詳しい。
デング熱感染予防
アルコールを利用したものではなく二酸化炭素生成を応用した例で、蚊が呼気などの二酸化炭素に集まる習性を利用し、ペットボトルを加工した容器にブラウンシュガー、お湯、イースト菌を入れることにより人間以外の場所で簡易に二酸化炭素を生成し、蚊をおびき寄せる「蚊取り」として使用し、感染病の媒介となる蚊を集める。この「蚊取りペットボトル」の効果は絶大で、フィリピンでは蚊取りペットボトルを利用した年からデング熱感染が前年より55%も減少したという。

## 自然界におけるアルコール発酵
猿が木の洞や岩の裂け目などに入れた果実が発酵して酒になったとされるものを猿酒という。
果実が発酵するケース
カボチャ、リンゴ、発酵しやすいマルーラなどが確認されている。それに対して、果実を摂取する哺乳類の多くは、アルコール分解に関連する遺伝子ADH7を持つ。
樹液が発酵するケース
ヒマラヤスギの発酵した樹液には、タヌキやハクビシンや昆虫が集まって摂取していた。ギニアのチンパンジーは、ヤシの樹液がアルコール発酵したものを好んで摂取する。
タンザニアでは、竹藪に集まる鳥が異常な行動をすることから見つかったとされる竹の樹液がアルコール発酵したウランジ(ulanji)という竹酒がある。
体内で発酵するケース（酩酊症、腸発酵症候群、自家醸造症候群）
消化管内で糖分が発酵してしまいアルコールを飲んでもいないのに嗜んだような症状となる。
無酸素状態のフナ類
フナ類は氷で池の表面が閉じられ無酸素の状態になった水中で、体内の乳酸をエタノールにすることで生き残る機能を獲得した。